# St. Hilaire (Minnesota)
St. Hilaire is een plaats (city) in de Amerikaanse staat Minnesota, en valt bestuurlijk gezien onder Pennington County.

## Demografie
Bij de volkstelling in 2000 werd het aantal inwoners vastgesteld op 272.

## Geografie
Volgens het United States Census Bureau beslaat de plaats een oppervlakte van
2,2 km², waarvan 2,0 km² land en 0,2 km² water.

## Plaatsen in de nabije omgeving
De onderstaande figuur toont nabijgelegen plaatsen in een straal van 32 km rond St. Hilaire.